# 丹尼爾·井上
丹尼爾·建·井上（1924年9月7日—2012年12月17日），和名井上建（日语：／ Inoue Ken），日裔美國人，出生於美國夏威夷屬地檀香山，是美軍榮譽勳章受領者、民主黨政治家、和代表夏威夷州的聯邦參議員。井上參議員於2010至2012年逝世前擔任參議院臨時議長，此為賀錦麗於2021年上任副總統之前在美利堅合衆國歷史上職位最高的亞裔政治人物，並擔任參議院撥款委員會的主席。
井上自1959年夏威夷建州後就一直在美國國會代表夏威夷；1959年就任夏威夷第一屆之一並是第一位日裔美國聯邦眾議員，稍後於1963年起開始出任美國聯邦參議員至2012年逝世止，是最資深的聯邦參議員，接替於2010年逝世的同黨羅伯特·伯德參議員成為參議院臨時議長，使他成為美國歷史上官階最高的亞裔政治家，直到贺锦丽出任副总统。在夏威夷州有著相當崇高的政治聲望。井上也是美國參議院第一位日裔參議員。

## 生平

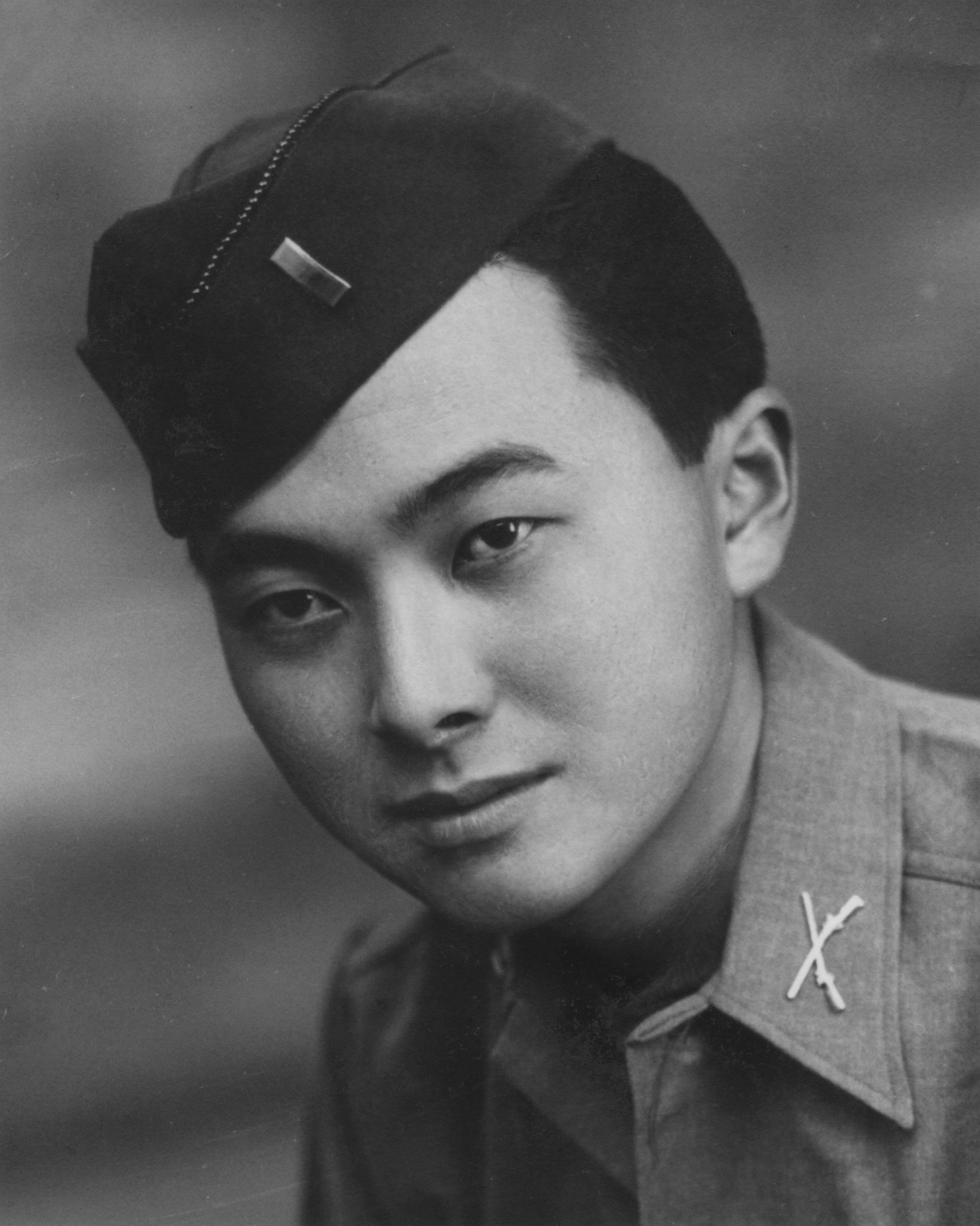
擔任美國陸軍中尉的井上

井上的父母親為日本移民，於1924年在夏威夷檀香山生下井上。井上在檀香山一個貧民窟中成長，1941年底，日本攻擊珍珠港時，井上正好在美軍中擔任醫療志工。六個月後，美軍下令禁止所有日裔美國人參軍服役，對日裔美國人也百般歧視。井上為了證明其愛國的決心，因而中斷在夏威夷大學醫學院的學業，於1943年加入美軍行列。井上配屬至日裔美國人組成的442步兵戰鬥團（442nd Regimental Combat Team），隨同戰鬥團派赴歐洲戰場作戰（該部隊為後來成為美國歷史上獲頒勳章最多的軍事單位之一）。井上在戰場上的表現使他獲頒銅星勳章及傑出服役十字勳章。1945年4月，井上在義大利的一場戰役中失去了他的右手臂，而他也因此於2000年獲得象徵美國軍事最高榮譽的榮譽勳章，他與華裔的法蘭西斯·魏上尉是唯二兩名獲頒榮譽勳章的亞裔美軍軍官。儘管失去了右手臂，但井上仍繼續服役，直到1947年才以上尉军衔退伍。
由於失去了右手臂，井上被迫放棄成為一名外科醫生的夢想。隨後以退伍軍人身分獲得政府援助而得以復學，於1950年自夏威夷大學政治系畢業，1953年獲得喬治華盛頓大學法律博士。

## 從政生涯
1954年，井上獲選為夏威夷準州眾議會議員（當時夏威夷尚未成為美國的一州）。1959年8月21日，夏威夷正式成為美國第50個州，井上獲選為夏威夷州第一位美國聯邦眾議員，並於1960年連任成功。
井上在1962年當選為美國聯邦參議員，為美國史上首位日裔參議員，隨後連任至2012年逝世為止。1968年，井上在民主黨全國黨代表大會上發表演說，是第一位在民主黨全國黨代表大會發表演說的日裔美國人。1970年代，井上因身為參議院水門事件調查委員會的一員而受到矚目。1975年至1979年間，井上擔任參議院情報委員會主席。1987年至1995年及2001年至2003年間，井上擔任參議院印地安事務委員會主席。1987年至1989年間，井上出任伊朗-尼游軍售醜聞的參議院調查委員會主席。
在2004年的選舉中，井上輕鬆擊敗他的共和黨競選對手坎貝爾·卡瓦索，連續第八次出任聯邦參議員。2005年5月23日，井上與其他13位溫和派議員（7位共和黨、6位民主黨）共同要求民主黨立刻停止對上訴法庭法官提名人資格審查的冗長杯葛，以防止共和黨參院領袖提出名為「核選擇」的終結辯論動議。在達成協議之後，民主黨議員聲稱只在「特殊例外狀況」下保留對提名人的議事杯葛權利，最後三位屬於極端保守派的提名人傑尼斯·布朗、普莉絲姬拉·歐文、威廉·普萊約都獲得參議院同意任命。井上曾任參議院商業、科學及交通委員會主席及預算委員會下的國防小委員會副主席。此外，井上也被視為參議院中「親臺灣」的議員，因其曾參與三十年前美國國會制定的台灣關係法，並加入國會友臺連線。
2006年5月13日，井上的妻子瑪格麗特·栗村逝世，享年75歲。
2012年12月17日，井上因呼吸道併發症逝世於馬里蘭州貝塞斯達的沃特瑞德三軍醫學中心，享壽88歲。參議院多數黨領袖哈里·瑞德在當天的院會中宣布了這個不幸消息。

## 逸事
- 井上曾在電影《新小子難纏》（The Next Karate Kid）中扮演自己。
- 井上與前美國參議院多數黨領袖、1996年美國總統選舉共和黨候選人鮑伯·杜爾因為在二戰中受傷後住進同一家軍醫院而結識。杜爾在醫院提及他在戰爭結束後將朝國會議員之路邁進，結果井上比杜爾早一步當上國會議員。儘管兩人分屬不同黨派，但仍然成為莫逆之交。井上與杜爾結識的醫院現已改名為哈特-杜爾-井上聯邦醫學中心（英语：Hart-Dole-Inouye Federal Center），以紀念井上、杜爾及另一位曾在此住院的參議員菲力普·哈特（英语：Philip Hart）。
- 自1969年起，井上成為唯一一位自該州加入聯邦起便出任聯邦國會議員者。
- 1973年，在參議院水門事件調查委員會的聽證會上，總統理查·尼克森的幕僚所委託的律師約翰·威爾森在私人對話中稱井上為「那個小日本鬼子」（that little Jap），結果因為威爾森忘記將麥克風關掉而使該私人對話為眾人所知。井上對此表示：「我寧可相信這只是個不幸而已」。[4][5]
- 生前為位於加州洛杉磯日本人街（小東京）的在美日本人博物館（英语：Japanese American National Museum）理事長。
- 2013年5月23日，美国国防部宣布将一艘阿利·伯克级驱逐舰（DDG-118）命名为丹尼爾·井上号（英语：USS Daniel Inouye）。[6]
- 2013年12月16日，夏威夷毛伊岛上正在建造的世界上最大的太陽望遠鏡被命名为井上建太陽望遠鏡，并于2022年投入科学观测。
- 2017年4月28日，美國夏威夷機場原名檀香山國際機場（Honolulu International Airport），更名為「丹尼爾·井上國際機場」，以紀念這位在夏威夷州出身，為夏威夷與美國作傑出貢獻的日裔美國人。

## 荣誉
|                         |  |                                         |  |
| Bronze oak leaf cluster |  | Bronze star · Bronze star · Bronze star |  |
|                         |  |                                         |  |
|                         |  |                                         |  |

| 战斗步兵徽章 |                                  |                                  |                                  |                                  |                                  |                                  |                                  |                                  |                                                                            |                                                                            |                                                                            |                                                                            |                                                            |                                                            |                                                            |                                                            |
| 第1行        | 荣誉勋章                         | 荣誉勋章                         | 荣誉勋章                         | 荣誉勋章                         | 荣誉勋章                         | 荣誉勋章                         | 荣誉勋章                         | 荣誉勋章                         | 銅星勳章                                                                   | 銅星勳章                                                                   | 銅星勳章                                                                   | 銅星勳章                                                                   | 銅星勳章                                                   | 銅星勳章                                                   | 銅星勳章                                                   | 銅星勳章                                                   |
| 第2行        | 紫心勋章（带橡树叶）             | 紫心勋章（带橡树叶）             | 紫心勋章（带橡树叶）             | 紫心勋章（带橡树叶）             | 總統自由勳章                     | 總統自由勳章                     | 總統自由勳章                     | 總統自由勳章                     | 欧洲-非洲-中东战役勋章 （三颗服役星章：罗马–阿尔诺、莱茵兰、北亚平宁战役） | 欧洲-非洲-中东战役勋章 （三颗服役星章：罗马–阿尔诺、莱茵兰、北亚平宁战役） | 欧洲-非洲-中东战役勋章 （三颗服役星章：罗马–阿尔诺、莱茵兰、北亚平宁战役） | 欧洲-非洲-中东战役勋章 （三颗服役星章：罗马–阿尔诺、莱茵兰、北亚平宁战役） | 第二次世界大戰勝利獎章                                     | 第二次世界大戰勝利獎章                                     | 第二次世界大戰勝利獎章                                     | 第二次世界大戰勝利獎章                                     |
| 第3行        | 大十字勋位拉坎杜拉勋章（菲律宾） | 大十字勋位拉坎杜拉勋章（菲律宾） | 大十字勋位拉坎杜拉勋章（菲律宾） | 大十字勋位拉坎杜拉勋章（菲律宾） | 大十字勋位锡卡图纳勋章（菲律宾） | 大十字勋位锡卡图纳勋章（菲律宾） | 大十字勋位锡卡图纳勋章（菲律宾） | 大十字勋位锡卡图纳勋章（菲律宾） | 菲律宾荣誉军团（总司令勋位）                                               | 菲律宾荣誉军团（总司令勋位）                                               | 菲律宾荣誉军团（总司令勋位）                                               | 菲律宾荣誉军团（总司令勋位）                                               | 桐花大绶章（日本， 2011年），2011年10月3日于华盛顿特区颁发 | 桐花大绶章（日本， 2011年），2011年10月3日于华盛顿特区颁发 | 桐花大绶章（日本， 2011年），2011年10月3日于华盛顿特区颁发 | 桐花大绶章（日本， 2011年），2011年10月3日于华盛顿特区颁发 |
| 第4行        | 勋一等旭日大绶章（日本，2000年） | 勋一等旭日大绶章（日本，2000年） | 勋一等旭日大绶章（日本，2000年） | 勋一等旭日大绶章（日本，2000年） | 法國榮譽軍團勳章（騎士勳位）     | 法國榮譽軍團勳章（騎士勳位）     | 法國榮譽軍團勳章（騎士勳位）     | 法國榮譽軍團勳章（騎士勳位）     | 参谋长感谢勋章（以色列）                                                   | 参谋长感谢勋章（以色列）                                                   | 参谋长感谢勋章（以色列）                                                   | 参谋长感谢勋章（以色列）                                                   | 菲律宾共和国总统单位嘉奖                                   | 菲律宾共和国总统单位嘉奖                                   | 菲律宾共和国总统单位嘉奖                                   | 菲律宾共和国总统单位嘉奖                                   |

## 著作
- Journey to Washington，1967年

## 外部連結
- （英文）美國聯邦參議員丹尼爾·井上個人官方網站
- （英文）華盛頓郵報：井上參議員在國會中的投票紀錄
- （英文）美國國防部：21位參加二戰的亞裔美國人獲頒榮譽獎章（页面存档备份，存于）

| 美国众议院                            | 美国众议院                                                                                    | 美国众议院                  |
| ------------------------------------- | --------------------------------------------------------------------------------------------- | --------------------------- |
| 前任者： 约翰·A·伯恩斯 美國國會代表   | 夏威夷州单一國會選區 眾議院議員 1959–1963                                                     | 繼任者： 托马斯·吉尔        |
| 政党职务                              |                                                                                               |                             |
| 前任者： 歐倫·隆                      | 夏威夷州联邦参议员民主党被提名人 (第3组) 1962, 1968, 1974, 1980, 1986, 1992, 1998, 2004, 2010 | 繼任者： 布萊恩·夏茲        |
| 前任者： 法蘭克·莫斯                  | 美國參議院民主黨會議秘書 1977–1989                                                            | 繼任者： 大卫·普莱尔        |
| 美国参议院                            |                                                                                               |                             |
| 前任者： 歐倫·隆                      | 夏威夷州联邦参议员 (第3组) 1963–2012 與鄺友良, 松永正幸, 丹尼尔·阿卡卡同時在任                | 繼任者： 布萊恩·夏茲        |
| 前任者： 弗兰克·丘奇 為丘奇委員會主席 | 参议院情报专门委员会主席 1976–1979                                                            | 繼任者： 伯奇·贝赫          |
| 前任者： 馬克·安德魯斯                | 参议院印第安人事务委员会主席 1987–1995                                                        | 繼任者： 約翰·麥凱恩        |
| 新頭銜                                | 國會調查伊朗軍售案委員會主席 1987                                                             | 职位废止                    |
| 前任者： 本·奈特霍斯·坎贝尔           | 参议院印第安人事务委员会主席 2001                                                             | 繼任者： 本·奈特霍斯·坎贝尔 |
| 前任者： 本·奈特霍斯·坎贝尔           | 参议院印第安人事务委员会主席 2001–2003                                                        | 繼任者： 本·奈特霍斯·坎贝尔 |
| 前任者： 泰德·史蒂芬                  | 參議院商務、科學和交通委員會主席 2007–2009                                                    | 繼任者： 傑伊·洛克斐勒      |
| 前任者： 羅伯特·伯德                  | 参议院拨款委员会主席 2009–2012                                                                | 繼任者： 芭芭拉·米庫斯基    |
| 官衔                                  |                                                                                               |                             |
| 前任者： 羅伯特·伯德                  | 美國參議院臨時議長 2010–2012                                                                  | 繼任者： 派屈克·萊希        |
| 榮銜                                  |                                                                                               |                             |
| 前任者： 羅伯特·伯德                  | 美國參議院臨時議長 2010–2012                                                                  | 繼任者： 派屈克·萊希        |
| 前任者： 羅伯特·伯德                  | 美国参议院民主党最资深参议员 2010–2012                                                        | 繼任者： 派屈克·萊希        |
| 前任者： 羅伯特·伯德                  | 在世的最资深参议员 (在职或离职) 2010年6月28日–2012年12月17日                                  | 繼任者： 伯奇·贝赫          |